# Sävast
Sävast – miejscowość (tätort) w Szwecji, w regionie administracyjnym (län) Norrbotten, w gminie Boden.
Według danych Szwedzkiego Urzędu Statystycznego liczba ludności wyniosła: 3093 (31 grudnia 2015), 3412 (31 grudnia 2018) i 3457 (31 grudnia 2019).